# والتر هونلاین
والتر هونلاین (زاده ۲ ژانویه ۱۸۹۳ – درگذشته ۱۴ سپتامبر ۱۹۶۱) یکی از ژنرال‌های آلمانی در ورماخت (ارتش آلمان نازی) در طول جنگ جهانی دوم بود که فرماندهی لشکر گقوس‌دویچلند را بر عهده داشت. او به دلیل خدمات خود در ارتش صلیب شوالیه نشان صلیب آهنین با درجه برگ‌های بلوط را دریافت نمود.

## جوایز و نشان‌ها
- صلیب آهنین (۱۹۱۴) درجه ۲ (۴ اکتبر 1914)[۱]
- صلیب آهنین (۱۹۳۹) درجه ۲ (سپتامبر ۱۹۳۹) و صلیب آهنین درجه ۱ (سپتامبر 1939)[۱]
- صلیب آلمانی طلایی (۱۴ فوریه 1943)[۲]
- صلیب شوالیه نشان صلیب آهنین با درجه برگ‌های بلوط
  - دریافت درجه صلیب شوالیه در ۳۰ ژوئیه ۱۹۴۱ با درجه اوبست (سرهنگی در ارتش آلمان) و فرماندهی هنگ ۸۰ پیاده‌نظام.[۲]
  - دریافت درجه برگ‌های بلوط در ۱۵ مارس ۱۹۴۳ با درجه سپهبدی و فرماندهی لشکر پیاده‌نظام (موتوری) «گقوس‌دویچلند»[۲]

## کتابشناسی - فهرست کتب
- Scherzer, Veit (2007). Die Ritterkreuzträger 1939–1945 Die Inhaber des Ritterkreuzes des Eisernen Kreuzes 1939 von Heer, Luftwaffe, Kriegsmarine, Waffen-SS, Volkssturm sowie mit Deutschland verbündeter Streitkräfte nach den Unterlagen des Bundesarchives [The Knight's Cross Bearers 1939–1945 The Holders of the Knight's Cross of the Iron Cross 1939 by Army, Air Force, Navy, Waffen-SS, Volkssturm and Allied Forces with Germany According to the Documents of the Federal Archives] (به آلمانی). Jena, Germany: Scherzers Militaer-Verlag. ISBN 978-3-938845-17-2.
- Thomas, Franz (1997). Die Eichenlaubträger 1939–1945 Band 1: A–K [The Oak Leaves Bearers 1939–1945 Volume 1: A–K] (به آلمانی). Osnabrück, Germany: Biblio-Verlag. ISBN 978-3-7648-2299-6.